# Himantoglossum formosum
Himantoglossum formosum är en orkidéart som först beskrevs av Christian von Steven, och fick sitt nu gällande namn av Karl Heinrich Koch. Himantoglossum formosum ingår i släktet Himantoglossum och familjen orkidéer. Inga underarter finns listade i Catalogue of Life.